# Transformers
Transformers – fikcyjna rasa pozaziemskich mechanicznych istot, mających zdolność przeobrażania się w pojazdy. Debiutowały w 1983 jako zabawki firmy Hasbro, inspirowane przejętymi przez nią zabawkami Car Robots oraz Diaclone firmy Takara. Transformery wyróżniały się na tle innych zabawek tym, że poza charakterystyczną dla nich unikatową funkcjonalnością (roboty, które zmieniają się w samochody) miały również opracowany specjalnie dla nich świat przedstawiony. Powstały komiksy, filmy, seriale i gry komputerowe o Transformerach. Mechaniczne istoty są podzielone na dwie pogrążone w wojnie domowej frakcje: Autoboty i Decepticony.

## Historia franczyzy

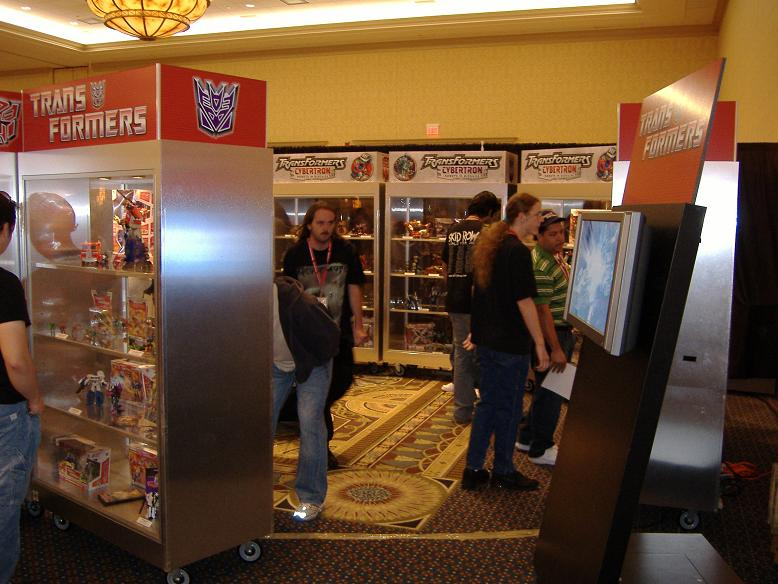
Wystawa zabawkowych Transformerów na corocznym zlocie fanów BotCon

W 1980 roku japońska firma Takara wprowadziła na rynek zabawki marki Diaclone. Były to pojazdy kosmiczne, z których każdy miał alternatywną formę kształtu i pilota. Dwa lata później Takara rozwinęła pomysł ze zmiennokształtnymi zabawkami i stworzyła Car Robots, czyli samochody, które można zmienić kilkoma ruchami w roboty. W 1983 japońska firma sprzedała prawa do marki amerykańskiej firmie Hasbro, która przemianowała ją na Transformers.
Transformery wyróżniały się na tle innych zabawek tym, że poza charakterystyczną dla nich unikatową funkcjonalnością (roboty, które zmieniają się w samochody) miały również opracowany specjalnie dla nich świat przedstawiony. Transformery były promowane na szeroką skalę. Powstały opowieści i komiksy o tym jak rozbiły się na Ziemi około 4 miliony lat p.n.e. i przebudziły w latach 80. XX wieku. W 1984 Marvel Productions wyprodukował pierwszy we franczyzie serial animowany, Transformery.
W 2007 na podstawie zabawek powstał pierwszy film aktorski, Transformers. Jego producentem był Steven Spielberg, a reżyserem Michael Bay. W dniu premiery film zarobił ponad 27 milionów dolarów amerykańskich.

## Świat przedstawiony

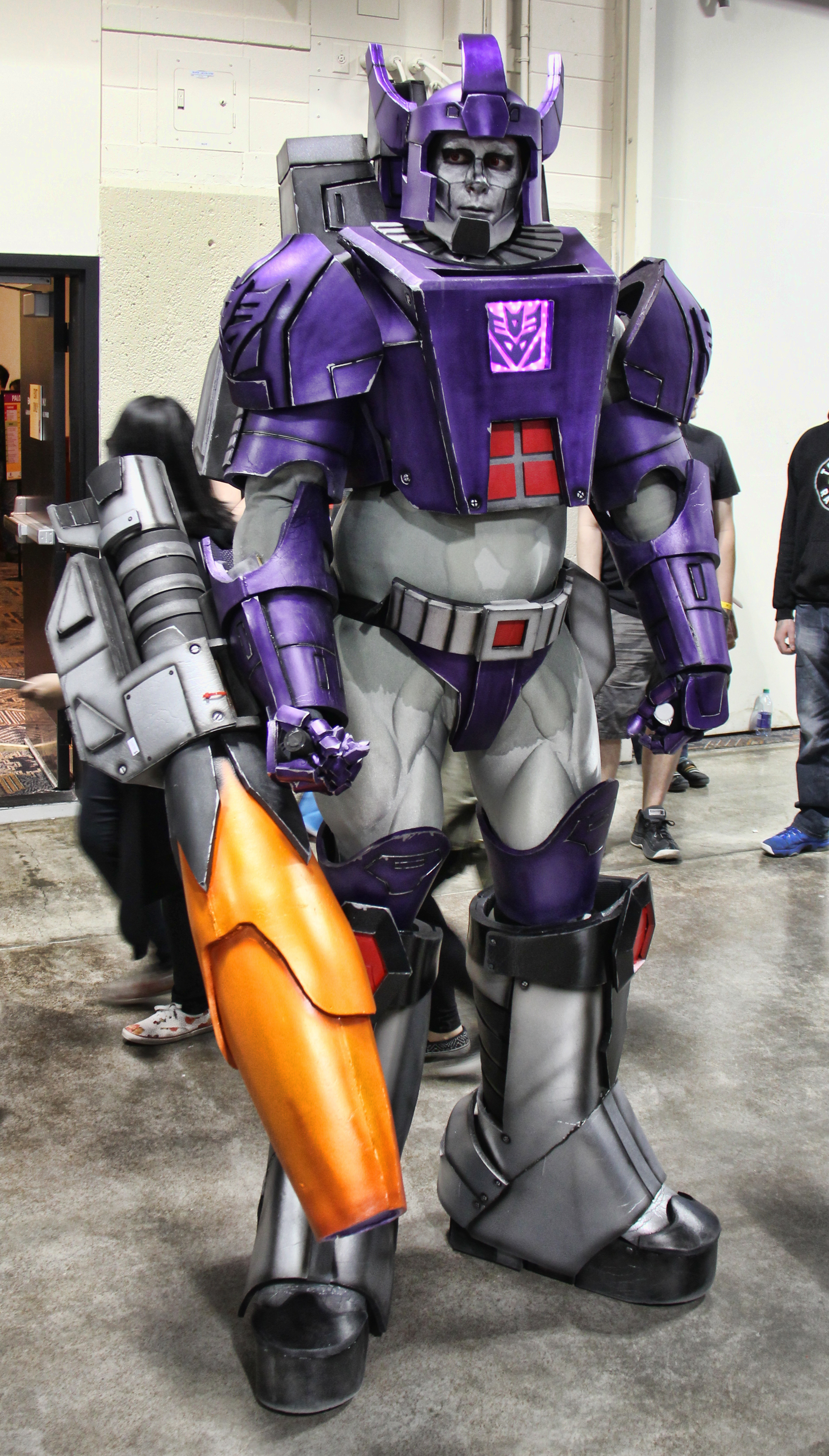
Osoba w cosplayu Galvatrona, głównego czarnego charakteru w świecie Transformerów

Pierwszym medium, w którym przedstawiono historię Transformerów były komiksy od Marvel Comics z lat 1983–1991. Według nich Transformery są kosmiczną rasą pochodzącą z planety Cybertron, na której wszystko jest mechaniczne. Planeta była pogrążona w wojnie domowej pomiędzy frakcją Autobotów pod przywództwem Optimusa Prime'a, a Decepticonów pod przywództwem Megatrona, którzy utworzyli imperium stanowiące zagrożenie dla wszechświata. Tysiąc lat od rozpoczęcia wyniszczającej wojny, obie frakcje zaczęły eksplorować kosmos w poszukiwaniu zasobów. Dwie grupy, Autobotów i Decepticonów, rozbija się na Ziemi, gdzie w tajemniczych okolicznościach Transformery zostają wyłączone. Przebudzają się w roku 1984. Decepticony zaczynają plądrować ziemskie źródła energii, a Autoboty postanawiają stanąć w obronie mieszkańców planety. Autoboty, aby wtopić się w otoczenie, zmieniają się w samochody osobowe i ciężarowe, a Decepticony w samoloty odrzutowe i broń.
Inne media związane z franczyzą Transformerów zazwyczaj opowiadają podobną historię.

## Produkcje

### Zabawki

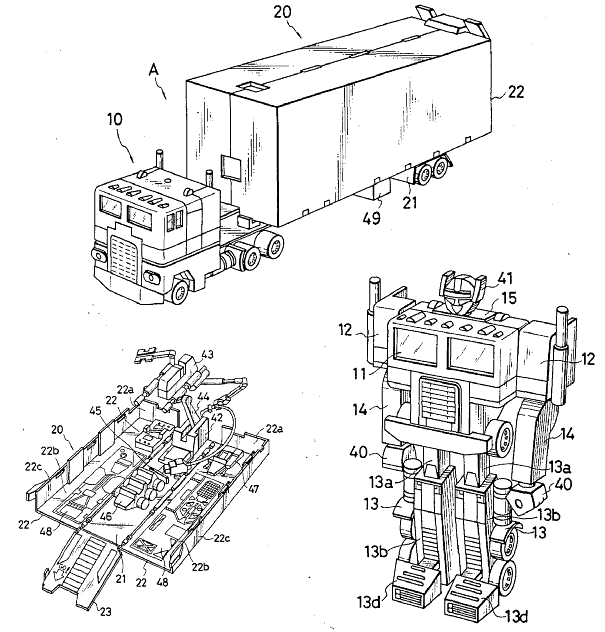
Projekt zabawki Optimusa Prime'a

Franczyzę zapoczątkowały zabawkowe roboty zmieniające się w pojazdy firmy Hasbro, które powstały w 1983. Wcześniej firma kupiła prawa do podobnych zabawek marki Diaclone i Car Robots od firmy Takara. Po sukcesie amerykańskiego produktu Hasbro rozszerzyło swoją ofertę o transformujące się robo-dinozaury, roboty transformujące się w broń lub odtwarzacz kaset, a także doczepianą do figurek osobno zabawkową broń. Wraz z rozwojem franczyzy powstały różne pomniejsze marki zabawek Transformers, takie jak:
- BotBots – Zabawki z tej serii są reklamowane jako przedmioty codziennego użytku z supermarketu, które zostały zmienione w samoświadome roboty za sprawą tajemniczego pioruna[9].
- Cyberverse – Seria zabawek promowana mniej poważnym klimatem i czerpiąca inspiracje z serialu Transformers: Cyberverse[9].
- Rescue Bots – Seria zabawkowych robotów, które dzięki swoim mocom ratują ludzi przed typowymi przyziemnymi wypadkami i katastrofami[9].
- Trylogia Prime Wars
  - Chapter 1: Combiner Wars – Seria mająca w ofercie Autoboty, które mieszają się z Decepticonami[9].
  - Chapter 2: Titans Return – Seria mająca w ofercie nowe większe roboty zwane Titan Masters[9].
  - Chapter 3: Power of the Primers – Seria mająca w ofercie nowe postacie, członków dynastii Prime[9].
- War for Cybertron: Siege – Seria wyróżniająca się tym, że każda postać posiada przynajmniej jedną transformującą się broń[9].

### Komiksy
Istniały trzy główne serie komiksów promowane marką Transformers i oparte na serii zabawek. Pierwsza była publikowana przez Marvel Comics od 1984 do 1991. Drugą, Transformers: Armada, publikowało Dreamwave Productions od 2002 do 2004. Trzecią publikowało IDW Publishing od 2005 do 2018.

### Seriale animowane
| Tytuł                                                                                 | Początek | Zakończenie | Kraj produkcji                                 | Przypis       |
| ------------------------------------------------------------------------------------- | -------- | ----------- | ---------------------------------------------- | ------------- |
| Transformers                                                                          | 1984     | 1987        | Stany Zjednoczone · Japonia · Korea Południowa | [ 13 ]        |
| Transformers: Scramble City                                                           | 1986     | 1986        | Japonia                                        | [ 14 ]        |
| Transformers: Headmasters                                                             | 1987     | 1988        | Japonia                                        | [ 15 ]        |
| Transformers: Super-God Masterforce                                                   | 1988     | 1989        | Japonia                                        | [ 16 ]        |
| Transformers: Victory                                                                 | 1989     | 1989        | Japonia                                        | [ 17 ]        |
| Transformers: Generacja Druga                                                         | 1992     | 1993        | Stany Zjednoczone                              | [ 18 ]        |
| Beast Wars: Transformers                                                              | 1996     | 1999        | Kanada                                         | [ 19 ]        |
| Beast Machines: Transformers                                                          | 1999     | 2000        | Kanada                                         | [ 20 ]        |
| Transformers: Car Robots (jap. トランスフォーマー カーロボット Toransufōmā kārobotto) | 2000     | 2000        | Japonia · Korea Południowa · Stany Zjednoczone | [ 21 ]        |
| Transformers Armada                                                                   | 2002     | 2003        | Japonia · Stany Zjednoczone                    | [ 22 ]        |
| Transformerzy: Wojna o Energon                                                        | 2004     | 2004        | Japonia · Stany Zjednoczone                    | [ 23 ] [ 24 ] |
| Transformerzy: Cybertron                                                              | 2005     | 2006        | Japonia · Stany Zjednoczone                    | [ 25 ]        |
| Transformerzy: Cybertron                                                              | 2005     | 2005        | Japonia                                        | [ 26 ]        |
| Transformers Animated                                                                 | 2007     | 2009        | Stany Zjednoczone                              | [ 27 ]        |
| Transformers: Prime                                                                   | 2010     | 2016        | Stany Zjednoczone                              | [ 28 ]        |
| Transformers: Rescue Bots                                                             | 2011     | 2016        | Kanada · Stany Zjednoczone                     | [ 29 ]        |
| Transformers Prime: Legacy                                                            | 2013     | –           | Japonia                                        | [ 30 ]        |
| Transformers: Exodus                                                                  | 2013     | 2017        | Stany Zjednoczone                              | [ 31 ]        |
| Transformers: Go!                                                                     | 2013     | 2014        | Stany Zjednoczone                              | [ 32 ]        |
| Transformers: Interstellar                                                            | 2014     | 2015        | Kanada                                         | [ 33 ]        |
| Transformers: the Reckoning                                                           | 2014     | 2015        | Stany Zjednoczone                              | [ 34 ]        |
| Transformers: Robots in Disguise                                                      | 2015     | 2017        | Stany Zjednoczone                              | [ 35 ]        |
| Transformers: Rebels                                                                  | 2015     | 2015        | Stany Zjednoczone                              | [ 36 ]        |
| Transformers: United                                                                  | 2015     | 2018        | Stany Zjednoczone                              | [ 37 ]        |
| Transformers Project: Nemesis                                                         | 2016     | 2017        | Stany Zjednoczone                              | [ 38 ]        |
| Transformers: Ascension                                                               | 2016     | 2016        | Wielka Brytania                                | [ 39 ]        |
| Transformers: Combiner Wars                                                           | 2016     | 2016        | Stany Zjednoczone                              | [ 40 ]        |
| Transformers: Titans Return                                                           | 2017     | 2018        | Stany Zjednoczone                              | [ 41 ]        |
| Transformers: Misfortune                                                              | 2017     | 2017        | Kanada                                         | [ 42 ]        |
| Transformers: Power of the Primes                                                     | 2018     | 2018        | Stany Zjednoczone                              | [ 43 ]        |
| Transformers: Cyberverse                                                              | 2018     | –           | Stany Zjednoczone                              | [ 44 ]        |
| Transformers: Shadowplay                                                              | 2018     | 2019        | Stany Zjednoczone                              | [ 45 ]        |
| Transformers Contention                                                               | 2018     | 2018        | Stany Zjednoczone                              | [ 46 ]        |
| Transformers: Rescue Bots Academy                                                     | 2019     | –           | Stany Zjednoczone                              | [ 47 ]        |

### Filmy

#### Animowane
| Tytuł                                                                | Premiera                 | Reżyser                       | Kraj produkcji              | Przypis |
| -------------------------------------------------------------------- | ------------------------ | ----------------------------- | --------------------------- | ------- |
| The Transformers: The Movie                                          | 8 sierpnia 1986(dts)     | Nelson Shin                   | Japonia · Stany Zjednoczone | [ 48 ]  |
| Bîsuto uôzu chô seimeitai Toransufômâ supesharu                      | 19 grudnia 1998(dts)     | Akira Nishimori               | Japonia                     | [ 49 ]  |
| Transformers Prime Beast Hunters: Predacons Rising (Direct-to-video) | 4 października 2013(dts) | Vinton Heuck, Scooter Tidwell | Stany Zjednoczone           | [ 50 ]  |
| Transformers One                                                     | 11 wrześcia 2024         | Josh Cooley                   | Stany Zjednoczone           | [ 51 ]  |

#### Seria filmów aktorskich

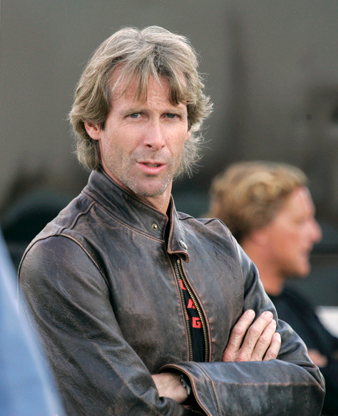
Michael Bay – twórca filmowej aktorskiej serii filmów Transformers

Od 2007 do 2017 Michael Bay wyreżyserował pięć filmów z serii Transformers. Choć filmy były negatywnie oceniane przez krytyków, były bardzo dochodowe. Film Transformers 3 zarobił najwięcej, 1 123 miliony dolarów. Sam Michael Bay odniósł się do tego słowami Pozwólmy im nienawidzić, i tak obejrzą film. Po tym jak piąty film z serii, Transformers: Ostatni rycerz, został uznany za finansowe rozczarowanie, studio zleciło wyreżyserowanie kolejnego filmu innemu reżyserowi i przydzieliło mu mniejszy budżet. Choć film Bumblebee zarobił najmniej z całej serii, został najlepiej oceniony przez krytyków, otrzymując między innymi 93% pozytywnych opinii na Rotten Tomatoes. Po premierze jeden z producentów, Di Bonaventura, zapowiedział, że w planach jest kontynuacja Bumblebee, a kolejny film sygnowany marką Transformers będzie rebootem. Oba filmy z serii Bumblebee miałyby się dziać w nowej ciągłości fabularnej. 
| Tytuł                         | Premiera              | Reżyser       | Budżet (szacowany w $) | Dochód (w $)  | RT  | Przypisy      |
| ----------------------------- | --------------------- | ------------- | ---------------------- | ------------- | --- | ------------- |
| Transformers                  | 17 sierpnia 2007(dts) | Michael Bay   | 150 000 000            | 709 709 780   | 58% | [ 58 ] [ 59 ] |
| Transformers: Zemsta upadłych | 19 czerwca 2009(dts)  | Michael Bay   | 200 000 000            | 836 303 693   | 19% | [ 60 ] [ 61 ] |
| Transformers 3                | 23 lipca 2011(dts)    | Michael Bay   | 195 000 000            | 1 123 746 996 | 35% | [ 52 ] [ 62 ] |
| Transformers: Wiek zagłady    | 19 czerwca 2014(dts)  | Michael Bay   | 210 000 000            | 1 104 039 076 | 18% | [ 63 ] [ 64 ] |
| Transformers: Ostatni rycerz  | 18 czerwca 2017(dts)  | Michael Bay   | 217 000 000            | 605 425 157   | 15% | [ 65 ] [ 66 ] |
| Bumblebee                     | 3 grudnia 2018(dts)   | Travis Knight | 135 000 000            | 467 705 125   | 93% | [ 55 ] [ 56 ] |

### Gry komputerowe
| Tytuł                                      | Gatunek                    | Data premiery             | Platforma                           | Producent                       | Wydawca             | Przypis |
| ------------------------------------------ | -------------------------- | ------------------------- | ----------------------------------- | ------------------------------- | ------------------- | ------- |
| Transformers                               | Strategiczna, FPS          | 1985                      | C64                                 | Denton Designs                  | Ocean Software      | [ 67 ]  |
| Transformers                               | Platformowa                | 1986                      | C64                                 | Denton Designs                  | Ocean Software      | [ 68 ]  |
| The Transformers: Battle to Save the Earth | Akcji                      | 1986                      | C64                                 | Activision                      | Activision          | [ 69 ]  |
| Transformers: Convoy no Nazo               | Platformowa                | 5 grudnia 1986(dts)       | NES                                 | ISCO                            | Takara              | [ 70 ]  |
| Transformers: The Headmasters              | Akcji                      | 28 sierpnia 1987(dts)     | FDS                                 | Takara                          | Takara              | [ 71 ]  |
| Beast Wars: Transformers                   | Akcji                      | 5 grudnia 1997(dts)       | PC, PS1                             | SCE Cambridge Studio            | Hasbro Interactive  | [ 72 ]  |
| Kettou Beast Wars                          | Akcji                      | 19 marca 1999(dts)        | GBC                                 | Gaibrain                        | Takara              | [ 73 ]  |
| Transformers: Beast Wars Transmetals       | Akcji                      | 15 listopada 2000(dts)    | N64                                 | Locomotive Corporation          | Bam Entertainment   | [ 74 ]  |
| Transformers                               | Bijatyka                   | 30 października 2003(dts) | PS2                                 | WinkySoft                       | Takara              | [ 75 ]  |
| Transformers                               | Akcji                      | 7 maja 2004(dts)          | PS2                                 | Melbourne House                 | Infogrames          | [ 76 ]  |
| Transformers: Autobots                     | Zręcznościowa              | 21 czerwca 2007(dts)      | NDS                                 | Vicarious Visions               | Activision Blizzard | [ 77 ]  |
| Transformers: Decepticons                  | Zręcznościowa              | 21 czerwca 2007(dts)      | NDS                                 | Vicarious Visions               | Activision Blizzard | [ 78 ]  |
| Transformers: The Game                     | Akcji                      | 26 czerwca 2007(dts)      | PC, PS2, PS3, PSP, Wii, X360        | Traveller’s Tales               | Activision Blizzard | [ 79 ]  |
| Transformers: Centrum Zabawy               | Edukacyjna                 | 13 lipca 2007(dts)        | PC                                  | Alternative Software            | Activision Blizzard | [ 80 ]  |
| Transformers Animated: The Game            | Akcji                      | 21 października 2008(dts) | NDS                                 | Artificial Mind & Movement Inc. | Activision Blizzard | [ 81 ]  |
| Transformers: Zemsta upadłych              | Akcji                      | 23 czerwca 2009(dts)      | NDS, PC, PS2, PS3, PSP, Wii, X360   | Luxoflux                        | Activision Blizzard | [ 82 ]  |
| Transformers: Wojna o Cybertron            | Akcji                      | 22 czerwca 2010(dts)      | NDS, PC, PS3, X360, Wii             | High Moon Studios               | Activision Blizzard | [ 83 ]  |
| Transformers: Dark of the Moon             | Akcji                      | 14 czerwca 2011(dts)      | X360, PS3                           | High Moon Studios               | Activision Blizzard | [ 84 ]  |
| Transformers: Upadek Cybertronu            | Akcji                      | 21 sierpnia 2012(dts)     | PC, PS3, PS4, X360, XONE            | High Moon Studios               | Activision Blizzard | [ 85 ]  |
| Transformers Prime: The Game               | Akcji                      | 30 października 2012(dts) | 3DS, NDS, Wii, WiiU                 | Now Production                  | Activision Blizzard | [ 86 ]  |
| Transformers: Rise of the Dark Spark       | RPG, Akcji                 | 24 czerwca 2014(dts)      | 3DS, PC, PS3, PS4, WiiU, X360, XONE | Edge of Reality                 | Activision Blizzard | [ 87 ]  |
| Angry Birds Transformers                   | Zręcznościowa, platformowa | 15 października 2014(dts) | AND, iOS                            | Rovio Entertainment             | Rovio Entertainment | [ 88 ]  |
| Transformers: Battle Tactics               | Strategiczna               | 30 stycznia 2015(dts)     | AND, iOS                            | DeNa Corp.                      | –                   | [ 89 ]  |
| Transformers: Devastation                  | Akcji                      | 6 października 2015(dts)  | PS3, PS4, PC, X360, XONE            | PlatinumGames                   | Activision Blizzard | [ 90 ]  |
| Transformers: Earth Wars                   | Strategiczna               | 31 maja 2016(dts)         | AND, iOS                            | Space Ape Games                 | Backflip Studios    | [ 91 ]  |
| Transformers: Forged to Fight              | Bijatyka                   | 5 kwietnia 2017(dts)      | AND, iOS                            | Kabam                           | Kabam               | [ 92 ]  |